# Raionul Dolîna, Ivano-Frankivsk
Dolîna (în ucraineană Долинський район, transliterat: Dolînskîi raion) este un raion în regiunea Ivano-Frankivsk, Ucraina. Reședința sa este orașul Dolîna.

## Demografie
Componența lingvistică a raionului Dolîna
     Ucraineană (98,74%)
     Alte limbi (1,18%)
Conform recensământului din 2001, majoritatea populației raionului Dolîna era vorbitoare de ucraineană (98,74%), existând în minoritate și vorbitori de alte limbi.